# Топографическая дезориентация
Топографи́ческая дезориента́ция (англ. topographical disorientation), нарушение топографической ориентировки, топографическая агнозия, или топографагнозия (англ. topographagnosia), — неврологическое расстройство, характеризующееся неспособностью субъекта ориентироваться в определённых пространственных условиях, привычной местности, а также нарушением узнавания окружающей обстановки. Абсолютное неумение человека ориентироваться на местности, в том числе в знакомой, даже с наличием карты, которое часто сопровождается чувством страха заблудиться в незнакомой местности.
Нарушение топографической ориентировки возникает вследствие органических поражений мозга, часто — при очаговой травме головного мозга. Может быть связан с оптико-пространственной агнозией, неврологическим синдромом с тяжёлым нарушением определения пространственных признаков.
Иногда словосочетание топографический кретинизм используется в сатирическом контексте.

## Примечание
1. ↑  Aguirre G. K., D'Esposito M. Topographical disorientation: a synthesis and taxonomy (англ.) // Brain[англ.] : journal. — Oxford University Press, 1999. — Vol. 122, no. 9. — P. 1613—1628. — doi:10.1093/brain/122.9.1613. — PMID 10468502.
2. ↑  М. Одинак, Д. Дыскин. Клиническая диагностика в неврологии. — ЛитРес, 2017. — С. 645—646. — ISBN 978-5-04-009499-8.